# Nicole Scherzinger
Nicole Scherzinger, nata Nicole Prascovia Elikolani Valiente (Honolulu, 29 giugno 1978), è una cantante, attrice, modella, ballerina e filantropa statunitense.
È nota soprattutto per essere la voce principale del gruppo pop statunitense Pussycat Dolls, creato dalla coreografa Robin Antin. È stata membro del gruppo R&B-pop tra il 2003 ed il 2010 e con solo due album e oltre 55 milioni di dischi venduti in tutto il mondo, le Pussycat Dolls sono diventate uno dei gruppi femminili di maggior successo di sempre.
Nel 2011 è stata eletta dalla rivista Rolling Stone come nona cantante-ballerina migliore al mondo. Nicole Scherzinger ha promosso marchi come Estée Lauder, Nike, Herbal Essences e Beats by Dr. Dre. 
Nicole è anche nota per essere stata giudice in programmi televisivi di talent show come The X Factor UK, The X Factor USA e The Masked Singer. 
Durante la sua partecipazione come giudice a The X Factor UK, Nicole Scherzinger ha avuto un ruolo determinante nella formazione della boy band One Direction, contribuendo personalmente alla scelta dei membri del gruppo e insistendo con gli altri giudici affinché venissero uniti. 
Nel 2012, Nicole ha vinto come giudice The X Factor UK con James Arthur, artista da lei seguito durante l'intera edizione. Arthur ha avuto un successo internazionale, consolidando la propria carriera grazie a singoli di grande impatto come Impossible, che è diventato un best-seller nel Regno Unito e ha ottenuto riscontri positivi in diversi paesi.
Attiva anche in campo teatrale, Nicole ha riscosso grande successo nella sua interpretazione di Norma Desmond nel revival del 2023 del musical Sunset Bouelvard, andato in scena al Savoy Theatre di Londra.
Grazie a questa interpretazione, nel 2024 ha vinto il Laurence Olivier Award alla migliore attrice in un musical. Nello stesso anno, Scherzinger ha debuttato a Broadway nello stesso ruolo, che le è valso il Tony Award alla miglior attrice protagonista in un musical e il Drama League Award alla miglior performance.

## Biografia
Nicole Scherzinger nasce ad Honolulu, nelle Hawaii, il 29 giugno 1978 da padre statunitense di origini filippine, Alfonso Valiente, e da madre statunitense di origini native hawaiiane e russe, Rosemary Elikolani (all'epoca appena diciottenne). La coppia si lascia quando Nicole ha solo 6 anni e, pur rimanendo in buoni rapporti col padre, viene adottata, insieme alla sorella minore Ke'ala, dal secondo marito della madre, Gary Scherzinger, di origini tedesche.
Trascorre poi il resto dell'infanzia e dell'adolescenza presso la città di Louisville, nel Kentucky. È qui che la Scherzinger comincia ad interessarsi al mondo dell'arte e dello spettacolo già da bambina, tanto da partecipare a varie competizioni canore ed a vari programmi televisivi. Ha frequentato la Youth Performing Arts School e la DuPont Manual High School e ha recitato presso l'Actors Theatre of Louisville. Finito il liceo, si specializza in teatro presso la Wright State University. Nel 1999 partecipa come corista al secondo album della rock band Days of the New.

## Carriera

### 2001-2003: Eden's Crush
Nel 2001 partecipa a Popstars, un reality con lo scopo di creare delle girl band, e Nicole, insieme a Ivette Sosa, Maile Misajon, Ana Maria Lombo e Rosanna Tavarez, riesce a vincere ed entra a far parte del gruppo delle Eden's Crush diventando una delle cantanti principali. Nel 2001 il gruppo pubblica il singolo Get Over Yourself (Goodbye) che scala le classifiche degli Stati Uniti e del Canada. Grazie al grande successo del singolo il gruppo pubblica il loro primo album chiamato Popstars in onore al reality da cui sono state lanciate nella quale raggiunge la Top 10 della Billboard 200 chart album. Successivamente pubblicano il loro secondo singolo chiamato Love This Way che viene pubblicato nelle radio americane. Nel 2002 Nicole con le altre ragazze appare anche negli ultimi episodi della quinta stagione di Sabrina, vita da strega dove col gruppo canta il loro primo brano. Sempre lo stesso anno le viene proposto di entrare a far parte dei Black Eyed Peas, ma deve rifiutare perché sotto contratto discografico con il gruppo e viene rimpiazzata da Fergie. Successivamente le Eden's Crush aprirono i concerti degli 'N Sync e di Jessica Simpson.
Le Eden's Crush riescono a riscontrare un notevole successo negli Stati Uniti ma nonostante ciò il gruppo si scioglie nel 2003, soprattutto in quanto la casa discografica con la quale erano sotto contratto dichiara bancarotta. Dopo quattro anni dallo scioglimento del gruppo Nicole Scherzinger durante un'intervista dichiara: "Stare con le Eden's Crush è stato un inferno! Ero in una band con cinque ragazze e per me era una tortura, eravamo tutti i giorni in televisione e l'atmosfera era terribile. Il gruppo era stato creato per divertimento, ma invece tutto era diventato miserabile. In quei tempi ero molto sensibile. Poi, senza la mia esperienza con le Eden's Crush non avrei potuto far parte delle Pussycat Dolls".

### 2003-2010: Pussycat Dolls

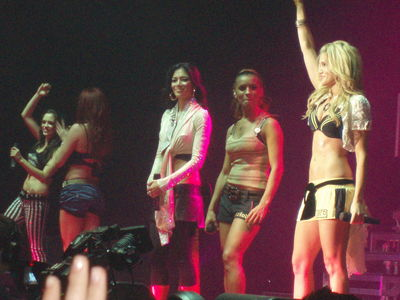
Le Pussycat Dolls a Böblingen nel 2006

Nel 2003, dopo lo scioglimento delle Eden's Crush la Scherzinger partecipa alle audizioni indette dalla coreografa Robin Antin, per trovare delle nuove cantanti da aggiungere alle Pussycat Dolls. La Scherzinger supera le selezioni ed è l'ultima ragazza selezionata per entrare a far parte del gruppo del quale diventa anche la leader. La Scherzinger si aggiunge a Carmit Bachar, Jessica Sutta, Kimberly Wyatt, Ashley Roberts (già presenti all'interno del vecchio corpo di ballo delle Pussycat Dolls) e a Melody Thornton e Kaya Jones (selezionate anche loro durante le audizioni) e firmano, nello stesso anno, un contratto con la Interscope Records.
L'esordio discografico avvenne nel 2004 con l'incisione del brano Sway per la colonna sonora del film Shall We Dance?. Sempre nello stesso anno, il gruppo registrò la canzone We Went as Far as We Felt Like Going che fu inserita nella colonna sonora del film d'animazione Shark Tale.
Il 13 settembre 2005, viene pubblicato il primo album, PCD; inoltre sono presenti alcuni tributi e cover di famose canzoni. L'album è un grande successo a livello mondiale: venderà oltre dieci milioni di copie, raggiungendo la prima posizione in Nuova Zelanda, la top five in paese come i Paesi Bassi e gli Usa, inoltre l'album entra nella top ten di Austria, Regno Unito, Germania, Irlanda. L'album contiene hit di grande successo, come Don't Cha, Stickwitu e Buttons, che raggiungono le parti alte delle classifiche di molte paesi. Inoltre la band riceve la nomination ai Grammy Award nella categoria Best Pop Performance By a Duo or Group per la canzone Stickwitu.
Il 19 ottobre 2008 viene pubblicato il secondo album del gruppo, Doll Domination. Nella prima settimana di uscita l'album vende circa 79 000 copie e debutta alla posizione numero 4 della classifica americana Billboard 200. Dall'album vengono estratti singoli come When I Grow Up che in America raggiunge la posizione numero 1 della Dance Club Songs e I Hate This Part che ottiene buon successo entrando nelle top 10 di vari paesi. Nell'aprile del 2009 Scherzinger durante un'intervista con Billboard conferma che ci sarà un re-release del loro secondo album. La nuova versione dell'album viene chiamata Doll Domination 2.0, dal quale vengono estratti due singoli: la cover in lingua inglese di Jai Ho, brano dell'artista indiano A.R. Rahman e colonna sonora del film The Millionaire, che diventa una hit mondiale e Hush Hush, versione dance dell'omonimo brano contenuto nell'edizione standard dell'album.
Il 10 gennaio 2010 Jessica Sutta, durante un'intervista con E! Online, comunica la sua uscita dal gruppo. Il 26 febbraio Kimberly Wyatt, annuncia la sua uscita dalla band, la stessa cosa farà Ashley Roberts il giorno seguente attraverso il suo sito internet. Wyatt durante un'intervista conferma che il gruppo si è sciolto e che anche Melody Thornton ha lasciato il gruppo.
Il 10 marzo 2010 Robin Antin in un'intervista conferma di essere al lavoro per formare le nuove Pussycat Dolls che continueranno ad avere Nicole Scherzinger come leader e il cui album sarebbe dovuto uscire entro la fine dell'anno.
Il 24 maggio 2010 viene presentata la nuova formazione composta da Nicole e da quattro nuove ragazze: Vanessa Curry, Rino Nakasone (ex concorrente del talent show America's Best Dance Crew durante la terza stagione, con la crew tutta al femminile "Beat Freaks") , Kherington Payne (ex concorrente del talent show So You Think You Can Dance) e Jamie Ruiz (ex concorrente del reality show Pussycat Dolls Present: Girlicious). Il cambio di formazione viene notato poco dai critici, dai fan e dal pubblico, tant'è che questa nuova formazione non pubblicherà né singoli né album.
Il 5 dicembre 2010 Nicole Scherzinger lascia il gruppo per dedicarsi pienamente alla sua carriera da solista e in un'intervista dichiara: "È stata una cosa fuori dal mio controllo, ma ho dovuto farlo. Non volevo stare in un gruppo composto da altre ragazze, e visto che con questa formazione non mi trovavo tanto bene, ho deciso di lasciare il gruppo. Ora devo andare avanti, e ho deciso di dedicarmi a pieno titolo alla mia carriera solista. Lo so, è stata una scelta difficile, ma con le altre ragazze mi trovavo a casa. Eravamo una famiglia".

### 2010-2011: L'album da solista eThe X Factor USA

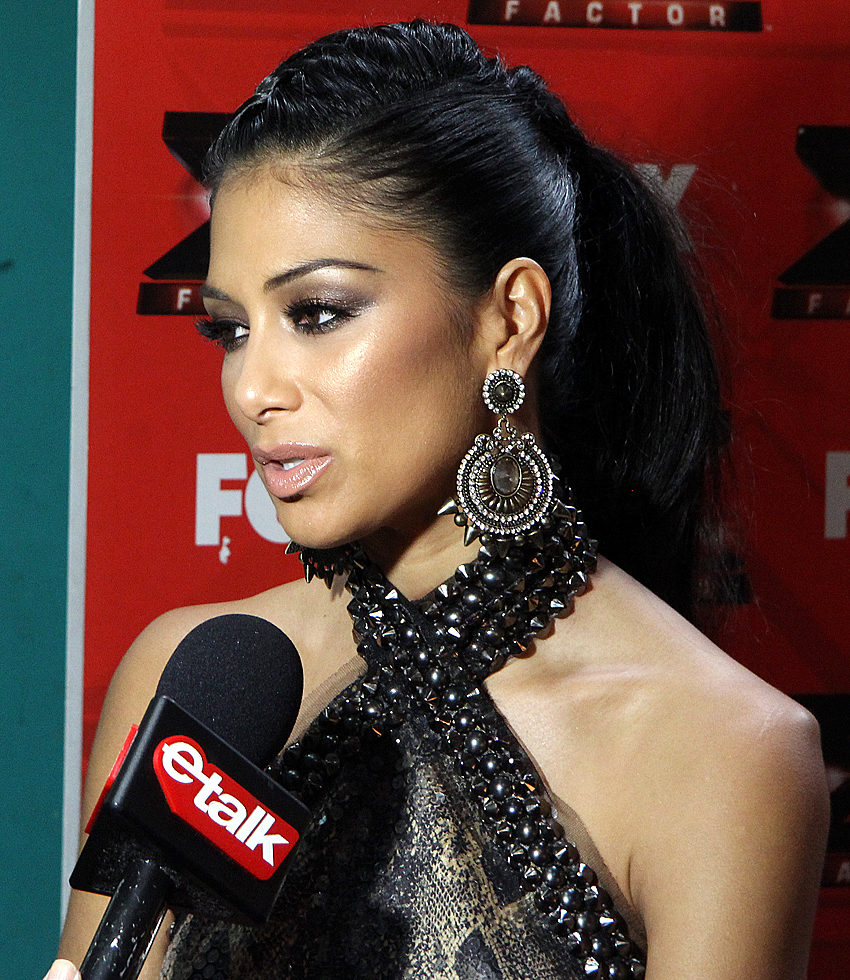
Nicole Scherzinger nel backstage delle semifinali di The X Factor USA, nel 2011

Nel 2010 poco prima di abbandonare le PCD, Nicole, partecipa al reality show Dancing With The Stars (Ballando con le stelle) vincendo il programma. Scherzinger è tra gli artisti che partecipano alla registrazione del brano We Are the World 25 for Haiti con lo scopo di raccogliere soldi per le vittime del Terremoto di Haiti del 2010. Sempre nello stesso anno, dopo aver annunciato di aver abbandonato le Pussycat Dolls, Nicole registra alcune canzoni col produttore Red One per il suo primo album di debutto. Il 14 ottobre 2010 viene pubblicato in anteprima il singolo Poison, primo estratto dal suo nuovo album di debutto per il mercato inglese. Il singolo viene pubblicato il 29 ottobre 2010 e arriva alla posizione numero 3 della classifica singoli del Regno Unito. Il singolo viene interpretato più volte in diversi programmi televisivi come The X Factor UK.
Il 13 marzo 2011 viene pubblicato il secondo singolo estratto dall'album, Don't Hold Your Breath che arriva alla posizione numero 1 della classifica inglese. Il 21 marzo 2011 viene pubblicato in Gran Bretagna, Francia e Germania il suo primo album Killer Love. Il 4 marzo 2011 viene pubblicato sul suo canale Vevo il video ufficiale di Right There, primo singolo estratto da Killer Love per il mercato americano, in versione remix insieme al rap per 50 Cent, nella quale è stato anche il primo singolo a portare Nicole in classifica negli stati uniti raggiungendo la posizione numero 39.
Nell'aprile del 2011 Nicole viene selezionata come presentatrice della prima edizione del reality show The X Factor USA insieme a Steve Jones. Successivamente prende il posto di Cheryl Cole come giudice e affianca Simon Cowell, Paula Abdul e L.A. Reid. Tuttavia Scherzinger non prenderà parte alla seconda edizione dello show e viene sostituita da Britney Spears.

### 2012-2018:The X Factor UKe il secondo albumBig Fat Lie
Nel febbraio 2012 Scherzinger intraprende il suo primo tour da solista, il The Killer Love Tour, toccando principalmente l'Europa. Nel marzo dello stesso anno partecipa, nel ruolo di Lily Poison, al film Men in Black 3. Sempre nello stesso anno viene scelta come nuova giudice nell'edizione britannica di The X Factor al posto della collega Kelly Rowland, formando la giuria con i colleghi Gary Barlow e Tulisa ed il produttore discografico Louis Walsh. Durante il programma Scherzinger ha contribuito fortemente alla formazione degli One Direction, scegliendo personalmente i ragazzi e insistendo coi giudici, che negli anni ha visto realizzare il successo e il gradimento verso i pubblici più giovani e femminili, come rivelato da un video inedito ufficiale del programma uscito a Luglio 2022.
La cantante ha duettato con il cantante italiano Eros Ramazzotti nella canzone Fino all'estasi presente nell'album Noi uscito nel novembre del 2012, arrivando tra i primi posti in classifica e vendendo più di 20 000 copie.
Il primo singolo del sul suo secondo album da solista è Boomerang. Il video è stato pubblicato il 25 gennaio 2013 sul canale Vevo dell'artista e ha ricevuto, dopo ventiquattro ore, più di mezzo milione di visualizzazioni e ha vinto un premio.
Il 23 maggio del 2013 è resa nota la sua conferma, insieme con quella di Gary Barlow e Louis Walsh, nella giuria della decima edizione della versione britannica di The X Factor, che, al posto di Tulisa, vede il ritorno della produttrice discografica Sharon Osbourne.
Il 23 maggio 2014 è stato confermato da Nicole il nuovo singolo, Your Love che venne presentato in anteprima alla radio il 29 maggio, seguito dalla pubblicazione il 13 luglio; fu il primo singolo della cantante firmato RCA Records. Il 15 settembre 2014, è stato annunciato che il suo secondo album in studio si chiamasse Big Fat Lie e verrebbe pubblicato il 20 ottobre 2014. La sua uscita è stata preceduta dalla pubblicazione di altri singoli come Run, che serve come primo singolo negli Stati Uniti e On the Rocks.
Dal dicembre 2014 interpreta Grizabella nella produzione londinese del musical Cats e per la sua performance riceve una candidatura al Laurence Olivier Award alla migliore attrice non protagonista in un musical.
Sempre nel 2014 collabora con il violinista David Garrett all'incisione del brano "Io ti penso amore" utilizzato nel film Il violinista del diavolo.
Negli anni successivi, Nicole è stata impegnata soprattutto con l'attività di giudice in talent show televisivi: è tornata a X Factor UK ed ha partecipato anche ad altri programmi come Australia's Got Talent, The Masked Singer USA e lo show di Sky "Bring The Noise", condotto da Ricky Martin. In questo periodo l'artista ha anche collaborato con la Disney per il doppiaggio del film "Oceania", in cui ha dunque interpretato il personaggio Sina nella versione originale dell'opera. Successivamente Nicole ha eseguito anche un cameo nell'opera Pixar "Ralph Spacca Internet".

### 2019 - presente: il ritorno delle Pussycat Dolls, il West End e Broadway
A novembre 2019, Nicole e quasi tutte le altre componenti delle Pussycat Dolls hanno accettato una reunion del gruppo; l'unica a non prendere parte al progetto è stata Melody Thornton. Il primo passo della reunion è stato una esibizione a The X Factor UK, in cui le Pussycat Dolls hanno eseguito alcune vecchie canzoni e il nuovo singolo React. Il brano è stato poi pubblicato a febbraio 2020, non prima che il gruppo apparisse nell'album di Treat Myself di Meghan Trainor in una seconda versione del brano Genetics. Nicole e il resto della band avevano inoltre annunciato un tour in UK, Australia e Nuova Zelanda che avrebbe dovuto tenersi nel 2020, salvo poi posticiparlo al 2021 a causa della pandemia di covid-19. Nel 2021 Nicole collabora da solista con Luis Fonsi e CDBaby nel singolo She's Bingo.
Nel 2023 conquista il West End londinese interpretando Norma Desmond nella rivisitazione del musical Sunset Boulevard, diretta da Jamie Lloyd. La sua interpretazione riceve un'accoglienza entusiastica, valendole il Laurence Olivier Award alla migliore attrice in un musical.
L'anno successivo lo spettacolo debutta anche a Broadway, dove ottiene nuovi riconoscimenti, tra cui il Drama League Award alla miglior performance e il Tony Award alla miglior attrice protagonista in un musical. La critica definisce la sua interpretazione "una performance straordinaria destinata a restare negli annali", mentre la produzione viene descritta come "audace quanto la sua protagonista".

## Stile musicale e influenze

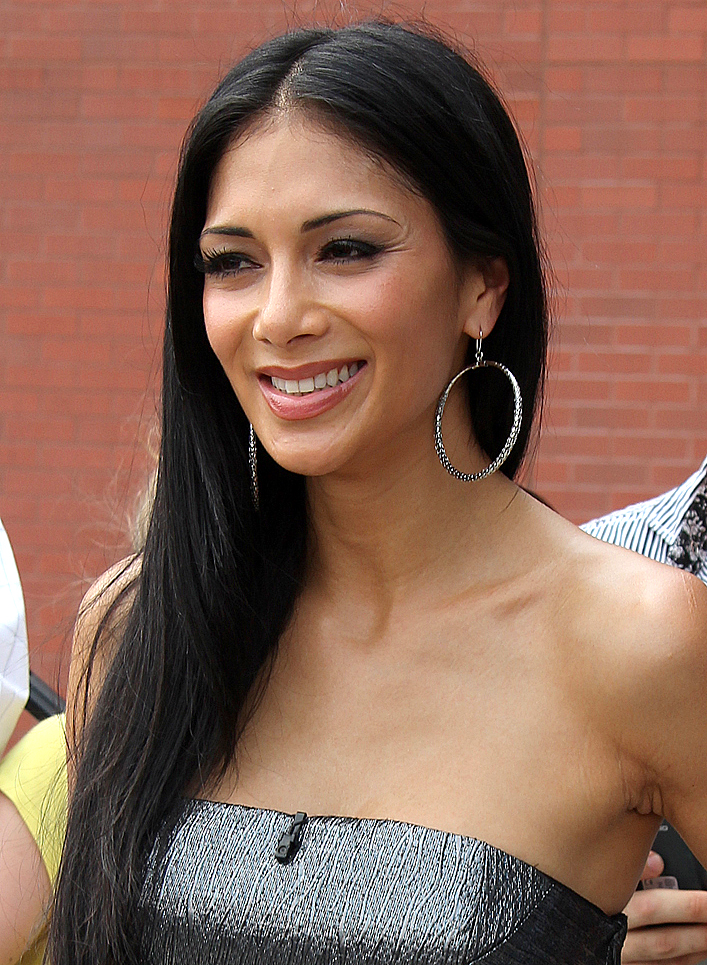
Nicole Scherzinger nel 2011

Nicole è sempre stata identificata come la componente principale delle Pussycat Dolls ed è conosciuta per la sua forte voce soprano e per la convinzione che trasmette l'emozione nelle sue tracce.
Nicole più volte ha citato cantanti ai quali fa riferimento e che la influenzano nel suo stile. È cresciuta ascoltando Whitney Houston, ha citato più volte anche il re del pop Michael Jackson. Nicole cita spesso, come influenze alla sua musica, artisti contemporanei statunitensi come Prince, Tina Turner, Alanis Morissette, Mick Jagger, Janet Jackson, Beyoncé, Gwen Stefani e Mariah Carey.
La sua musica è generalmente R&B, tuttavia la sua musica ha anche una funzione di soul, pop e dance-pop in alcune delle sue canzoni.
Nella sua carriera, la sua estensione vocale e la musica è stata paragonata a quella di Kelly Clarkson, Leona Lewis, Sugababes, e Beyoncé.

## Filantropia
Oltre alla sua musica, Nicole ha fatto anche atti di beneficenza. A fine agosto 2008 è stato pubblicato il singolo Just Stand Up!, una canzone per raccogliere fondi per la ricerca contro il cancro. Alla canzone partecipano altre quattordici cantanti R&B, pop e country: Beyoncé, Carrie Underwood, Miley Cyrus, Sheryl Crow, Fergie, Leona Lewis, Keyshia Cole, LeAnn Rimes, Natasha Bedingfield, Mary J. Blige, Ciara, Mariah Carey, Ashanti e Rihanna. Il 2 settembre la canzone è stata pubblicata come download digitale e il 5 eseguita live da tutte le cantanti alla campagna promozionale Stand Up to Cancer.
In seguito al terremoto ad Haiti del 2010, Nicole contribuisce cantando insieme ad altri importanti artisti We Are the World 25 for Haiti. Nicole ha raccolto fondi per aiutare le persone che soffrono di cancro e aiutare i bambini che hanno la sindrome di Down.
Nel 2013 ha vinto un premio per la filantropia.

## Vita privata
Nel 2003 Nicole frequenta Nick Hexum, voce del gruppo rock 311, di cui, nel 2002, appare nel video musicale Amber. La relazione tra i due finisce nel 2007. Nel novembre dello stesso anno ha avviato una relazione col campione di Formula 1 Lewis Hamilton, interrottasi definitivamente nel 2015. Dal 2016 al 2019 ha avuto una relazione col tennista Grigor Dimitrov.
In un'intervista col programma Behind the Music, la voce principale delle Pussycat Dolls ha inoltre ammesso di aver sofferto di bulimia per ben 8 anni e anche di aver commesso nello stesso periodo atti di autolesionismo.
Dichiara: 

## Premi e riconoscimenti
Durante la sua carriera, l'artista è stata più volte premiata con diversi riconoscimenti. 
Con le Pussycat Dolls ha vinto molti premi: nel 2005 hanno vinto un premio ai Billboard Music Award col miglior singolo pop dell'anno con Don't Cha, sempre ai Billboard Music Award hanno vinto col miglior singolo dance dell'anno con Don't Cha; nello stesso anno agli UK Smash Hits Awards con miglior video dell'anno con Don't Cha. Nel 2005 ai Der Goldene Otto, in Germania come miglior gruppo Pop e miglior gruppo internazionale. Nel 2006 agli MTV Video Music Awards con miglior video ballato con Buttons e nel 2008, sempre agli MTV Video Music Awards e nella stessa categoria con When I Grow Up.
Come solista nel 2013 ai Social Television Awards ha vinto un premio con Boomerang. Viene inoltre nominata Artista dell'anno 2013 dall'Harvard Foundation dell'Harvard University.

## Discografia

### Con le Eden's Crush
- 2001 – Popstars

### Con le Pussycat Dolls
- 2005 –  PCD
- 2008 – Doll Domination

### Solista
- 2011 – Killer Love
- 2014 – Big Fat Lie

## Tour
- 2006 – 2007 - PCD World Tour (con le Pussycat Dolls)
- 2009 – Doll Domination Tour (con le Pussycat Dolls)
- 2012 – The Killer Love Tour

## Filmografia

### Televisione
- Tutto in famiglia – serie TV, episodi 3x01-02 (2003)
- Big Time Rush – serie TV, episodio 1x02 (2009)
- How I Met Your Mother – serie TV, episodio 6x09 (2010)
- Dirty Dancing – film TV, regia di Wayne Blair (2017)

### Cinema
- Fidanzata in prestito, regia di Troy Beyer (2003) – cameo
- Men in Black 3, regia di Barry Sonnenfeld (2012)

### Doppiatrice
- Oceania, regia di Ron Clements e John Musker (2016)
- Oceania 2 (Moana 2), regia di David Derrick Jr. (2024)

## Teatro
- 2010 – Rent, Hollywood Bowl (Maureen)
- 2014 – Cats, London Palladium (Grizabella)
- 2023 – Sunset Boulevard, Savoy Theatre (Norma Desmond)
- 2024 – Sunset Boulevard, Saint James Theatre (Norma Desmond)

## Programmi televisivi
- Dancing With The Stars– talent show (2010) – concorrente
- The X Factor USA – talent show (2011) – giudice
- The X Factor UK – talent show (2012-2013, 2016; 2020) – giudice
- The Masked Singer – talent show – giudice